# Liste von Malern/D
Die folgende Liste führt möglichst umfassend Maler aller Epochen auf.
Die Liste ist soweit vorhanden alphabetisch nach Nachnamen geordnet.

## Dad… bis Dal…
Dadd, Richard (1817–1886), England
Daddi, Bernardo (um 1295 bis um 1350), Italien
Dado (Miodrag Djuric; 1933–2010)
Dael, Jan van (1774–1840), Niederlande
Daele, Fritz van den (1891–1972), Deutschland
Daffinger, Johann Leopold (1748–1796), Österreich
Daffinger, Moritz Michael (1790–1849), Österreich
Dagnan-Bouveret, Pascal-Adolphe-Jean (1852–1929), Frankreich
Dahl, Hans (1849–1937), Norwegen
Dahl, Johan Christian Clausen (1788–1857), Norwegen
Dahl, Johann Siegwald (1827–1902)
Dahl, Michael (1656/59–1743), Schweden
Dahl, Peter (* 1934 Oslo)
Dahlberg, Erik (1625–1703)
Dahlem, Hans (1928–2006)
Dähling, Heinrich (1773–1850), Deutschland
Dahm, Helen (1878–1968), Schweiz
Dahm, Peter Jürgen (zwischen 1870–1945), Deutschland
Dahmen, Karl Friedrich (1917–1981), Deutschland
Dahn, Walter (1954–2024), Deutschland
Dai Jin (1388–1462), China
Daiwaille, Alexander Joseph (1818–1888), Niederlande
Daiwaille, Elise Thérèse (1814–1881), Niederlande
Daiwaille, Jean Augustin (1786–1850), Niederlande
Dalbono, Edoardo (1843–1915), Italien
Dalem, Cornelis van (um 1530/35–1573), Niederlande
Dalí, Salvador (1904–1989), Spanien
Dalmasio, Lippo di (1355–1410), eigentlich: Lippo di Dalmasio Scannabecchi, Italien
Dalmau, Lluís (nachgewiesen 1420–60)
Dalpra, Mario (* 1960)
Dalsgaard, Christen (1824–1907)

## Dam… bis Dav…
Damaskinos, Michail (1530–1593), Kreta, Italien
Damisch, Gunter (1958–2016), Österreich
Dammbeck, Lutz (* 1948), Deutschland
Damme, Jutta (1929–2002), Deutschland
Damnjanović, Radomir (1936–2025), Jugoslawien
D’Anna, Vito (1718–1769), Sizilien
Danby, Francis (1793–1861)
Dance-Holland, Nathaniel (1735–1811)
Dandini, Cesare (1596–1656), Italien
Dangschat, Jonas (* 1935), Deutschland
Danhauser, Josef (1805–1845), Österreich
Daniele da Volterra (1509–1566), Italien
Daniell, Samuel (1775–1811), England
Daniell, Thomas (1749–1840), England
Daniell, William (1769–1837), England
Danilowatz, Josef (1877–1945), Österreich
Danioth, Heinrich (1896–1953), Schweiz
Danloux, Henri Pierre (1753–1809)
Dantan, Édouard Joseph (1848–1897), Frankreich
Danti, Ignazio (1536–1586), Italien
Darboven, Hanne (1941–2009), Deutschland
Dardel, Nils von (1888–1943), Schweden
Daret, Jacques (um 1404–1470)
Daret, Pierre (um 1604–1678), Frankreich
Darnaut, Hugo (1851–1937), Österreich
Daub, Eugen (* 1939)
Daubigny, Charles-François (1817–1878), Frankreich
Daumier, Honoré (1808–1879), Frankreich
Dauzats, Adrien (1804–1868), Frankreich
Davent, Leonard († um 1550)
David, Gerard (um 1460–1523)
David, Jacques-Louis (1748–1825), Frankreich
David, Jean (1908–1993)
Davids, Marie (1847–1905), Deutschland
Davie, Alan (1920–2014)
Davies, Arthur Bowen (1862–1928)
Davies, Thomas (um 1737–1812)
Davis, Joseph H. (1811–1865), USA
Davis, Ron (* 1937), USA
Davis, Stuart (1894–1964), USA
Davis, William M. (1829–1920)
Davringhausen, Heinrich Maria (1894–1970), Deutschland
Dawe, George (1781–1829), England

## De… bis Dem…
De Dominicis, Gino (1947–1998), Italien
De Ferrari, Giovanni Andrea (ca. 1598–1669), Italien (Genua)
De Ferrari, Gregorio (1647–1726), Italien (Genua)
De Ferrari, Lorenzo (1680–1744), Italien (Genua)
De Ferrari, Orazio (1606–1657), Italien (Genua)
De Matteis, Paolo (1662–1728), Italien (Neapel)
De Pisis, Filippo (1896–1956), Italien
De Rosa, Pacecco (eigentlich: Giovan Francesco De Rosa; 1607–1656), Italien
Dean, Tacita (* 1965), Großbritannien
Deane, Emmeline (1858–1944), Großbritannien
Deas, Charles (1818–1867), USA
Deberdt, Francoise (* 1934), Frankreich
Debré, Olivier (1920–1999)
Debret, Jean-Baptiste (1768–1848), Frankreich
Debschitz, Wilhelm von (1871–1948), Deutschland
DeCamp, Joseph Rodefer (1858–1923), USA
Decamps, Alexandre-Gabriel (1803–1860), Frankreich
Decker, Cornelis Gerritsz. (um 1620–1678), Niederlande
Decker, John (1895–1947), Deutschland
Décroze, Myriam (* 1963), Frankreich
Deem, George (1932–2008)
Defrance, Léonard (1735–1805), Belgien
Defregger, Franz von (1835–1921)
Degas, Edgar (1834–1917), Frankreich
Deger, Ernst (1809–1885), Deutschland
Degn, Ernst (1904–1990), Österreich
Degottex, Jean (1918–1988), Frankreich
Dehner, Dorothy (1901–1994), USA
Dehodencq, Alfred (1822–1882), Frankreich
Deicher, Luise (1891–1973), Deutschland
Deierling, Heinrich Harry (1894–1989), Deutschland
Deiker, Hans (1876–1945), Deutschland
Deiker, Johannes (1822–1895), Deutschland
Deiker, Carl Friedrich (1836–1892), Deutschland
Deineka, Alexander (1899–1969), Russland
Deiters, Heinrich (1840–1916), Deutschland
Delaborde, Henri (1811–1899)
Delacroix, Auguste (1809–1868), Frankreich
Delacroix, Eugène (1798–1863), Frankreich
Delacroix, Michel (* 1933), Frankreich
Delaforgue, Franz (1887–1965), Deutschland
Delahaut, Jo (* 1911)
Delaney, Beauford (1901–1979)
Delapeine, Charles-Samuel (1826–1894), Schweiz
Delaroche, Paul (1797–1856), Frankreich
Delaunay, Elie (1828–1891), Frankreich
Delaunay, Robert (1885–1941), Frankreich
Delaunay-Terk, Sonia (1885–1979)
Delavilla, Franz Karl (1884–1967)
Delfosse, Hans (* 1950)
Delff, Jacob Willemsz. (1619–1661)
Delff, Jakob Willemsz. (1550–1601)
Delff, Willem Jacobszoon (1580–1638)
Delitz, Leo (1882–1966), Österreich
Dell’Acqua, Cesare (1821–1905)
Delorme, Pierre Claude (1783–1859), Frankreich
Delug, Alois (1859–1930), Österreich
Delvin, Jean (1853–1922), Belgien
Delvaux, Paul (1897–1994), Belgien
Demarne, Jean-Louis (1754–1829)
Dembinski, Edmond (1951–2002)
Dembny, Kristin (* 1969)
Demuth, Charles (1883–1935), USA

## Den… bis Dey…
Denis, Maurice (1870–1943), Frankreich
Denker, Martin (1976-), Deutschland
Denner, Balthasar (1685–1749), Deutschland
Denning, Ken (1957-), Dänemark
Denny, Robyn (1930–2014), England
D’Enrico, Antonio, bekannt als Tanzio da Varallo  (um 1575/80–1632/33), Italien
Depero, Fortunato (1892–1960), Italien
Deppe, Gustav (1913–1999), Deutschland
Derain, André (1880–1954), Frankreich
Derkovits, Gyula József (1894–1934), Ungarn
d’Errico, Teodoro (eigentlich: Dirck Hendricksz.; 1542/44–1618), Niederländer in Italien
Deruet, Claude (1588–1660)
Des Coudres, Adolf (1862–1924), Deutschland
Des Coudres, Ludwig (1820–1878), Deutschland
Des Coudres, Selma (1883–1956), Deutschland
Desboutin, Marcellin (1823–1902), Frankreich
Desmarées, George (1697–1776)
Desnoyer, François (1894–1972)
Desportes, François (1661–1743)
Desvallières, Georges-Olivier (1861–1950), Frankreich
Detaille, Édouard (1848–1912)
Dethleffs-Edelmann, Fridel (1899–1982)
Dettmann, Edith (1898–1987)
Deurzen, Sander van (* 1975), Niederlande
Deutsch, David (* 1943), USA
Deußer, August (1870–1942)
Devambez, André (1867–1944)
Deverell, Walter Howell (1827–1854)
Devéria, Achille (1800–1857), Frankreich
Devéria, Eugène (1805–1865), Frankreich
Dewasne, Jean (1921–1999)
Dexel, Walter (1890–1973), Deutschland
Deyrolle, Jean-Jacques (1911–1967), Frankreich

## Dia… bis Diz…
Diana, Benedetto (≈1460–1525)
Díaz de la Peña, Narcisso Virgilio (1807–1876)
Dibbets, Jan (* 1941), Niederlande
Dichgans, Christa (1940–2018), Deutschland
Dickinson, Edwin (1891–1978)
Dickinson, Preston (1891–1930), USA
Diday, François (1802–1877), Schweiz
Diebenkorn, Richard (1922–1993), USA
Dieffenbach, Anton (1831–1914), Deutschland
Dieffenbacher, August Wilhelm (1858–1940), Deutschland
Dieffenbacher, Reinhold (1882–1966), Deutschland
Diehl, Hans-Jürgen (* 1940), Deutschland
Diehn-Bitt, Kate (1900–1978), Deutschland
Diel, Max (* 1971), Deutschland
Dielmann, Jakob Fürchtegott (1809–1885), Deutschland
Diemer, Michael Zeno (1867–1939), Deutschland
Diener, Rolf (1906–1988), Deutschland
Dienst, Rolf-Gunter (1942–2016), Deutschland
Diepenbeeck, Abraham van (1596–1675), Niederlande
Diepraem, Abraham (1622–1670), Niederlande
Diest-Brackenhausen, Sabine von (* 1931), Deutschland
Dieterich, Johann Friedrich (1787–1846), Deutschland
Dietrich, Adolf (1877–1957), Schweiz
Dietrich, Christian Wilhelm (1712–1774), Deutschland
Dietrich, Franz Xaver (1882–1962), Deutschland
Dietterlin, Wendel (1550/51–1599), Deutschland
Diez, Julius (1870–1957), Deutschland
Diez, Wilhelm von (1839–1907), Deutschland
Dill, Klaus (1922–2000), Deutschland
Dill, Ludwig (1848–1940), Deutschland
Dill, Otto (1884–1957), Deutschland
Dillens, Adolf (1821–1877)
Diller, Burgoyne (1906–1965)
Dillis, Johann Georg von (1759–1841)
Dimitrescu, Ștefan (1886–1933), Rumänien
Dimitriu, Horațiu (1890–1926), Rumänien
Dine, Jim (* 1935)
Dinglinger, Georg Friedrich (1666–1720)
Dinglinger, Sophie Friederike (um 1736–1791)
Diogg, Felix Maria (1762–1834)
Dionigi, Marianna (1756–1826)
Disler, Martin (1949–1996)
Disteli, Martin (1802–1844)
Dittberner, Lutz (1899–1981)
Dittmann, Erich (1916–1999)
Dittweiler, Ludwig (1844–1891)
Dix, Otto (1891–1969)
Diziani, Gaspare (1689–1767)

## Dob… bis Don…
Dobashi Motoko (* 1976), Japan
Dobell, William (1899–1970)
Doberauer, Anke (* 1962)
Dobiaschofsky, Franz Josef (1818–1867)
Dobrowsky, Josef (1889–1964), Österreich
Dobschütz, Erna von (1876–1963)
Dobson, William (1611–1646)
Dodel, Wilhelm (1907–1944)
Dodo bürgerlich: Dörte Clara Wolff (1907–1998)
Doebner, Theodor (1875–1942), Deutschland
Doesburg, Theo van (1883–1931)
Doig, Peter (* 1959)
Dokoupil, Jiří Georg (* 1954)
Dolci, Carlo (1616–1686)
Dolara, Anna Vittoria (1754–1827)
Dolgorukowa, Julija Witaljewna
Domanovszky, Endre (1907–1975)
Dombet, Guillaume (um 1380–1460)
Domela, César (1900–1992)
Domenichino (1581–1641)
Dominici, Bernardo De (1683–1759)
Dominici, Raimondo De (1645–1705)
Domingo, Francisco (1842–1920)
Domínguez, Oskar (1906–1957)
Domscheit, Franz (1880–1965)
Donadini, Ermenegildo Antonio (1847–1936), Deutschland
Donadio, Giovanni (um 1780–1880), Italien
Doneda, Giovanni Stefano, gen. il Montalto (1612–1690), Italien
Donath, Gabriel Ambrosius (1684–1760)
Donati, Enrico (* 1909)
Donauer, Hans d. Ä. (um 1521–1596)
Donducci, Giovanni Andrea (1575–1655)
Dong Qichang (1555–1636), China
Dong Yuan (um 932–um 962), China
Dongen, Kees van (1877–1968)
Donndorf, Siegfried (1900–1957)
Donoso, José Jiménez (1628–1690), Spanien

## Dor… bis Doy…
Dorazio, Piero (1927–2005)
Doré, Gustave (1832–1883)
Dörfler, Roland (1926–2010)
Dorner d. Ä., Johann Jakob (1741–1813)
Dorner d. J., Johann Jakob (1775–1852)
Dorner, Johann Konrad (1809–1866)
Dörries, Bernhard (1898–1978)
Dossi, Dosso (um 1489–1542)
Dotremont, Christian (1922–1979)
Dou, Gerard (1613–1675)
Doucet, Jacques (1924–1994)
Douffet, Gérard (1594–1660)
Doughty, Thomas (1793–1856)
Douzette, Carl Ludwig Christoph (Louis) (1834–1924)
Dova, Gianni (1925–1991)
Dove, Arthur (1880–1946)
Dow, Arthur Wesley (1857–1922)
Downes, Rackstraw (* 1939)
Downman, John (1750–1824)
Doyen, Gabriel François (1726–1806)

## Dra… bis Dry…
Drabkin, Catherine (* 1959), USA
Draheim, Rudolf (* 1941), Deutschland
Dreber, Heinrich (Franz-Dreber) (1822–1875)
Drechsler, Erich (1903–1979)
Drechsler, Johann Baptist (1756–1811)
Drescher Arno (1882–1971), Deutschland
Dressler, August Wilhelm (1886–1970)
Drewes, Werner (1899–1985)
Drexel, Hans Christof (1886–1979)
Dreyer, Benedikt (vor 1495–nach 1555)
Driesch, Johannes (1901–1930)
Driessen, Hein (1932–2025)
Driggs, Elsie (1898–1992)
Drobychevskaja, Elena (* 1968), Belarus
Drolling, Martin (1789–1851)
Drolling, Michel-Martin (1786–1851)
Drossé, Paul (1904–1966), Deutschland
Drost, Willem (1633 bis um 1660)
Drouais, François Hubert (1727–1775)
Drouais, Germain-Jean (1763–1788)
Drouais, Hubert (1699–1767)
Dryander, Johann Friedrich (1756–1812), Deutschland
Drysdale, Russell (1912–1981)

## Dub… bis Dul…
Dubbels, Hendrik Jacobsz. (um 1620–1676)
Dubbick, Franz (1887–1986), Deutschland
Dubois, Ambroise (1543–1614)
du Bois, Guy Péne (1884–1958), USA
Dubois-Pillet, Albert (1845–1890)
Dubordieu, Pieter (um 1609/10 bis nach 1678)
Dubreuil, Toussaint (1561–1602)
Dubufe, Édouard (1819–1883)
Dubuffet, Jean (1901–1985)
Duchamp, Marcel (1887–1968)
Duchamp, Suzanne (1889–1963)
Duchamp-Villon, Raymond (1876–1918), Frankreich
Duck, Jacob (um 1600 bis um 1660)
Dücker, Eugène Gustav (1841–1916)
Ducmanh, Nguyen (* 1934)
Ducq, Johan le (um 1630–1676/77)
Ducreux, Joseph (1735–1802)
Duda, Fritz (1904–1991)
Dufour, Bernard (1922–2016)
Dufrêne, François (1930–1982)
Dufrénoy, Georges (1870–1943), Frankreich
Dufresne, Charles (1876–1938)
Dufresnoy, Charles-Alphonse (1611–1668)
Dufy, Raoul (1877–1953)
Dughet, Gaspard (1615–1675)
Dujardin, Karel (1622–1678)
Dülberg, Ewald (1888–1933)

## Dum… bis Dyc…
Dumas, Marlene (* 1953)
Dumont, Henri Julien (1859–1921)
Dungert, Max (1896–1945)
Dunken, Max (1899–1945)
Dunker, Balthasar Anton (1746–1807)
Dunlap, William (1766–1839)
Dünz, Johannes (1645–1736), Schweiz
Duparc, Françoise (1726–1778)
Duplessis, Joseph-Siffred (1725–1802)
Dupré, Alfred (1904–1956)
Dupré, Jules (1811–1889)
Dupré, Louis (1789–1837)
Dupuis, Pierre (1610–1682), Frankreich
Durand, Asher Brown (1796–1886)
Durand, Charles-Auguste-Émile, genannt Carolus-Duran (1837–1917)
Dürer, Albrecht (1471–1528)
Dürer, Hans (1490–1534)
Dürr d. Ä., Wilhelm (1815–1890), Deutschland
Dürr d. J., Wilhelm (1857–1900), Deutschland
Dürrenmatt, Friedrich (1921–1990)
Durrie, George Henry (1820–1863)
Dusart, Cornelis (1660–1704)
Duveneck, Frank (1848–1919)
Du-Xanton (* um 1950)
Duyster, Willem Cornelisz. (1599–1635), Niederlande
Dyce, William (1806–1864)
Dyck, Anton van (1599–1641)
Dyck, Floris Claesz. van (1575–1651)
Dyck, Herman (1812–1874)
Dyckmans, Josephus Laurentiusli (1811–1888)